# نهر لوس أنجلوس

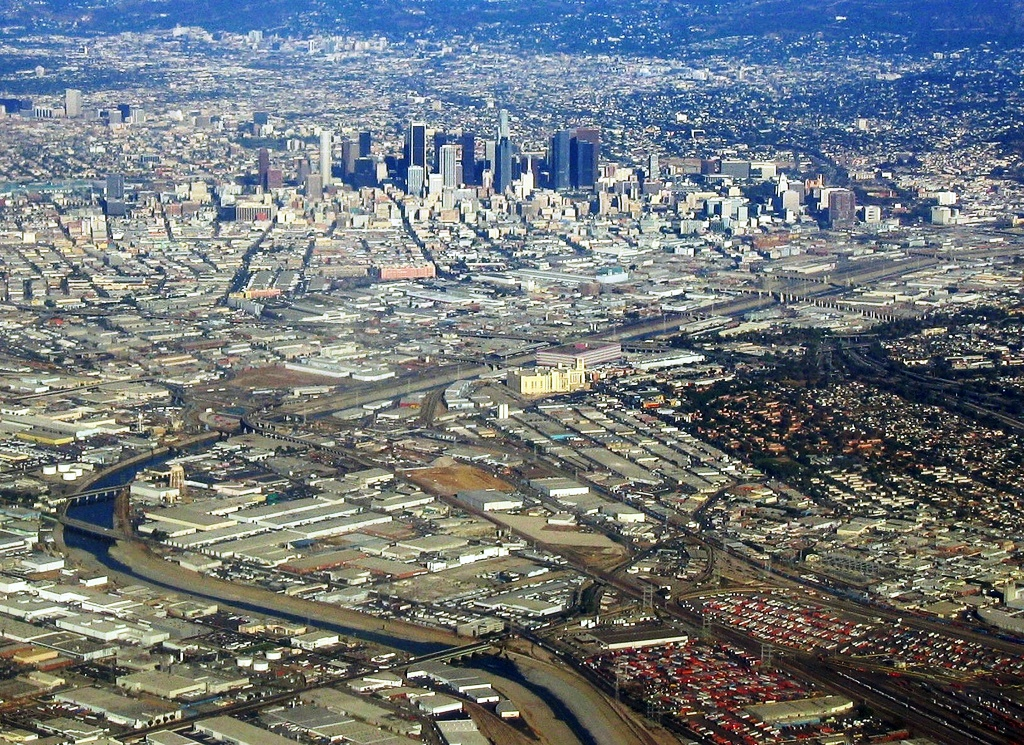
منظر للنهر قرب وسط المدينة

نهر لوس أنجلوس (بالإنجليزية: Los Angeles River)‏ هو نهر جنوب ولاية كاليفورنيا الأمريكية يبلغ طوله 82 كم وهو المجرى المائي الرئيسي الذي يعبر المدينة.

## جغرافيا النهر
ينبع النهر غرب مدينة لوس أنجلوس في وادي سان فيرناندو ويتجه غرباً ليعبر المنطقة من الجزء الشرقي إلى الغربي ليصب في المحيط الهادي.
وقد تم احاطة غالبية مجراه بخرسانة ولكن امتلاءه لا يحدث سوى مرات نادرة في السنة.